# Fattigdomscirkel
Fattigdomscirkel är ett begrepp inom ekonomi och sociologi, som avser att "fattigdom, när den väl startat, tenderar att fortsätta, så länge inte någon utomstående faktor bryter den onda cirkeln". Fattigdomscirkeln har beskrivits som en process där familjer eller individer på grund av en oförutsedd händelse, blir infångade i fattigdom i åtminstone tre generationer. 

## Beskrivning
Fattigdomscirkeln uppstår när fattiga individer eller familjer inte har resurser för att ta sig ur sin situation. Exempel på sådana resurser kan vara sparkapital, socialt nätverk, eller utbildning. Fattiga individer eller familjer, upplever alltså sociala nackdelar till följd av sin fattigdom, vilket får till följd att fattigdomen fortsätter och förstärker sig själv. Detta innebär i värsta fall att fattigdomen fortsätter livet ut, samt även överförs på nästa generation. Den onda cirkeln har av vissa forskare beskrivits som mönster och inlärda beteenden, som är möjliga att bryta.
Fattigdomsfällan appliceras inom nationalekonomin ibland på hela länder, särskilt på sådana som traditionellt kallats u-länder.
Den amerikanske pedagogen Ruby K. Payne menar att man måste skilja på å ena sidan "förvärvad fattigdom" som avser den individ eller den generation, som på grund av en extern händelse hamnat i fattigdom, och "överförd fattigdom" som avser de generationer som senare drabbas, på grund av fattigdomens tendens att vandra från generation till generation.

## Utlösande faktorer
Forskare har försökt identifiera utlösande faktorer eller externa händelser för fattigdom, på engelska kallade "life shocks". De flesta människor tycks klara ett antal "life shocks" under en livstid, utan att hamna i fattigdom. Om antalet blir för många under en livstid, eller om faktorerna samverkar, tenderar de dock att leda in i fattigdom.
- Sjukdomar längre än tre veckor
- Arbetslöshet längre än tre månader
- Skilsmässa
- Oplanerat inkomstbortfall (exempelvis uppsägning)
- Arbetsskada
- Förlust av hus genom till exempel brand
- Frånfälle av en eller flera familjeförsörjare
- Att bli offer för brott, exempelvis inbrott eller misshandel
- Oplanerad graviditet
- Vräkning
- Frihetsberövande, exempelvis fängelsevistelse
- Förtida pension

## Motmedel
En av välfärdsstatens viktigare uppgifter anses vara att skydda individer och hela samhällen mot fattigdomscirklar. Socialbidrag och olika former av omställningsförsäkringar, exempelvis sjukförsäkring och arbetslöshetsförsäkring, anses utgöra skydd mot fattigdomscirklar.  Även privata försäkringar, exempelvis hemförsäkring, avser att skydda mot fattigdomscirklar. Till detta kan läggas annan form av välfärd och kollektiva nyttor, exempelvis bibliotek, brandväsende och gratis utbildning. 
I länder utan en välfärdsstat sker ofta försök att bryta fattigdomscirklar med hjälp av bistånds- och hjälporganisationer.